# Região Geográfica Imediata de São Raimundo Nonato
A Região Geográfica Imediata de São Raimundo Nonato é uma das 19 regiões imediatas do estado brasileiro do Piauí, uma das 2 regiões imediatas que compõem a Região Geográfica Intermediária de São Raimundo Nonato e uma das 509 regiões imediatas no Brasil, criadas pelo IBGE em 2017. É composta de 13 municípios.
Os 13 municípios que fazem parte desta região geográfica são:
- Anísio de Abreu;
- Bonfim do Piauí;
- Caracol;
- Coronel José Dias;
- Dirceu Arcoverde;
- Dom Inocêncio;
- Fartura do Piauí;
- Guaribas;
- Jurema;
- São Braz do Piauí;
- São Lourenço do Piauí;
- São Raimundo Nonato;
- Várzea Branca.

Todos eles estão inclusos no território piauiense de Serra da Capivara .